# Jean-Jacques Wunenburger
Jean-Jacques Wunenburger, né le 28 août 1946, est un philosophe professeur émérite de philosophie générale à l'Université Jean Moulin Lyon 3 (France). Il est spécialiste de l'image et du sacré.

## Biographie
Après des études au lycée Lycée Albert Schweizer de Mulhouse jusqu'au baccalauréat obtenu en 1964, il suit ensuite une année de classes préparatoires aux grandes écoles au Lycée Carnot de Dijon en 1964-1965, avant de s’engager à l’Université de Dijon dans une licence de philosophie, suivie d’une maîtrise et d’un DEA. Lauréat du CAPES de philosophie en 1969 puis de l’agrégation de philosophie (7e rang), il débute dans l’enseignement secondaire au Lycée de jeunes filles de Troyes (Aube) avant d’enseigner la philosophie pendant deux ans à l’École normale d’instituteurs de Kasserine en Tunisie, au titre de coopérant militaire puis civil (1971-1973). De 1973 à 1977, il enseigne au lycée d’État de Corbeil-Essonnes. En 1977, il devient assistant d’université à l'Université de Dijon, puis il est nommé maître-assistant, après l'obtention de son doctorat publié sous le titre La fête, le jeu et le sacré. En 1983, après l'obtention de son doctorat d’état, il est nommé professeur à l'Université de Dijon au département de philosophie. En 1999, il devient professeur de philosophie à l'Université Jean Moulin - Lyon III où il est élu doyen de la faculté de philosophie de 2000 à 2005 puis de 2005 à 2010. De 2001 à 2004, il exerce les responsabilités de vice-président de la recherche et ensuite de directeur des relations internationales de 2011 à 2013. En 2014, il nommé professeur émérite de philosophie de l'Université Jean Moulin - Lyon III. 
Il a été directeur du Centre Gaston Bachelard de recherches sur l’imaginaire et la rationalité à l’Université de Bourgogne puis directeur de l’institut de recherches philosophiques de l’Université Jean Moulin Lyon III. 
Jean-Jacques Wunenburger est invité en 2017 de la Chaire Verhaegen organisée par la Faculté de Philosophie et Sciences sociales de l'Université libre de Bruxelles avec le soutien du Centre interdisciplinaire d'étude des religions et de la laïcité (CIERL).
Sa bibliographie comporte en 2019 près de 400 références d’articles, 25 ouvrages à titre d’auteur (dont plusieurs sont traduits) et 35 directions d’ouvrages collectifs.

## Travaux et recherches
Ses recherches philosophiques portent sur les rapports entre la rationalité philosophique et scientifique et l'image, l'imagination et l'imaginaire, autant visuel que narratif. Il a exploré les ressorts symboliques (rites, sacré, imaginaire) de ces rapports dans l'histoire de la philosophie, dans les sciences humaines et sociales autant que dans les problèmes du monde contemporain.

## Implications associatives
Suivant le décès de Gilbert Durand, il fonde en 2013 l'Association des amis de Gilbert Durand (AAGD). En 2014, il succède à Jean Libis comme président de l’Association des amis de Gaston Bachelard, qu’il transforme en Association internationale Gaston Bachelard (AIGB). Sous sa présidence, l'AIGB poursuit la publication du Bulletin annuel, ouvre un site internet et crée une revue numérique biannuelle et trilingue (2020). En 2012, il participe à la création, à l’université de Cluj-Napoca (Roumanie), du Centre de recherches internationales sur l’imaginaire (CRI2i) qui succède à l’ancien CRI grenoblois et qui organise tous les 2 ans un Congrès international (Cluj en Roumanie, Porto Alegre au Brésil, Hammamet en Tunisie, etc.).
Dans le sillage de son livre Questions d’éthique, il s’engage aussi à Lyon dans le Réseau Interdisciplinaire Santé Éthique et Société (RISES) et devient membre du conseil scientifique de l'Espace éthique Rhônes-Alpes. En 2017, il rejoint l’Espace éthique azuréen du Centre hospitalier universitaire de Nice.

## Ouvrages
- La fête, le jeu et le sacré, Editions Universitaires, 1977.
- L'utopie ou la crise de l'imaginaire, Editions Universitaires, 1979.
- Le sacré, PUF, Que-sais-je ?, 1981, 3e éd. 1996.
- Freud, Balland, 1985.
- La Raison contradictoire, Albin Michel, 1990.
- L'imaginaire, PUF, Que sais-je ?, 1991, 2e éd. 1993.
- Méthodologie philosophique, PUF, 1992.
- Questions d'éthique, PUF, Premier Cycle, 1993.
- La vie des images, Presses Universitaires de Strasbourg, 1995. Réédité en ebook  Les Éditions Spéciales, 2022.
- Philosophie des images, Presses Universitaires de France, Thémis, 1997.
- L'homme à l'âge de la télévision, Presses Universitaires de France, 2000.
- Imaginaires du politique, Ellipses, 2001.
- Une utopie de la raison : essai sur la politique moderne, La Table Ronde, 2002.
- Imaginaires et rationalité des médecines alternatives, Les Belles Lettres, 2006.
- Bachelard, une poétique des images, Sestos an Giovanni, Mimesis, 2012.
- Gaston Bachelard, science et poétique, une nouvelle éthique ?, Paris, Hermann, 2016.
- L'imagination créatrice en 40 pages, Paris, Uppr éditions, 2016.
- Le progrès en crise en 40 pages, Paris, Uppr édition, 2016.
- L'imagination géopoïétique : espaces, images, sens, Milan, éditions Mimésis, 2016.
- Esthétique de la transfiguration : de l'icône à l'image virtuelle, Paris, les éditions du Cerf, 2016.
- Soigner : les limites des techno-sciences de la santé, Louvain-la-Neuve (Belgique), EME éditions, 2019.
- Mytho-politiques : histoire des imaginaires du pouvoir, Paris, éditions Mimésis, 2019.

### Articles
- « Le retour du sacré et l'oubli du divin », Krisis (revue), Tradition ?, no 3, 1989, p. 103 à 117.
- « De la dignité extrême, la liberté à l'âge totalitaire », in Jean-François Mattéi et Jean-Marc Narbonne (dir.), La transcendance de l'homme. Études en hommage à Thomas De Koninck, Québec, Presses de l'Université Laval, 2012, p. 235-246.
- « Bachelard, une phénoménologie de la spatialité », Nouvelle revue d'esthétique no 20, 2017, p. 99-111. (lire en ligne)